# 宜昌市外国语学校
30°41′38″N 111°15′52″E / 30.69393°N 111.26452°E

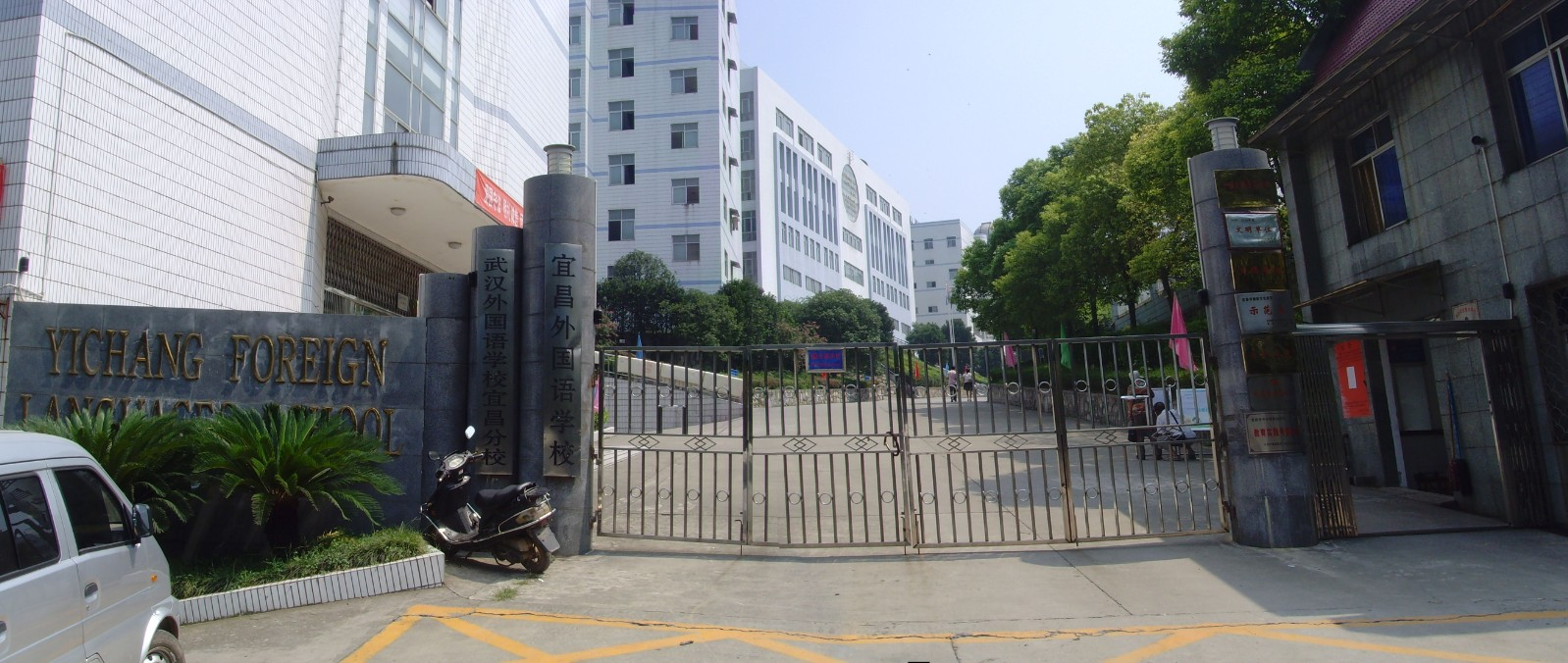
宜昌市外国语学校大门（2011年8月28日）

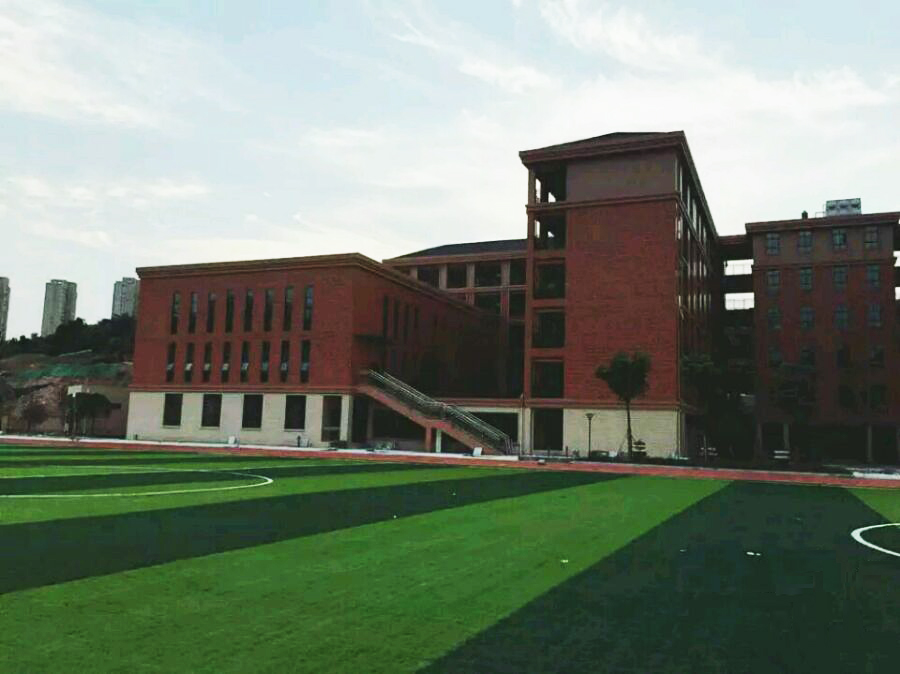
宜昌市外国语学校初中部（宜昌市第三十中学）

宜昌市外国语学校，原名宜昌市第十二中学，创办于2001年，位于中华人民共和国湖北省宜昌市，是宜昌市教育局的直属重点中学之一，也是一所具有初中和高中的寄宿制完全中学。该学校的初中部（2001年-2011年为私立）和高中部的性质皆为公立。这所学校还分有“主校区”和“分校区”，主校区位于宜昌市江南樱桃园码头旁，总面积约为44000平方米；旧分校区（高中三年级）位于宜昌市点军区紫阳（葛洲坝水利枢纽旁），但已经弃用已久。
新的分校是由该校原先的初中部单独分出来的，目前成立了一个相对独立的初级中学“宜昌市第三十中学”，其地点位于宜昌市桔乡路与松林路交叉口处，2016年9月该校正式招收了第一届学生，这个新分校现已全面投入运营。
初中新校区按照公民户口片区招生，不再有自主招生；高中校区通过中考成绩招收初中毕业生。

## 收购风波

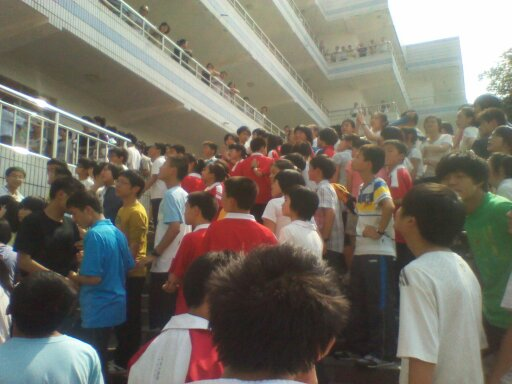
全校学生在教师办公楼前集会示威（2011年5月19日）

### 起因
2011年5月，由于被媒体和学校证实宜昌市外国语学校将被宜昌市金东方学校高价收购，所以高中部面临解散的局面。这种收购行为很可能会导致在校高中学生被分流至其他学校，学校也有可能沦为完全私立性质。

### 多方抗议示威
事件被曝光后，大量学生家长连续多天在宜昌市教育局大门前集会，拉横幅、喊口号，拦截当局车辆，以示抗议。同时，该校的教师集体罢工，2011年5月19日下午，全体学生自发在教师办公楼前集会示威，并拉横幅，喊口号。有的学生则在操场和校园的主干道上升中国国旗及该校的校旗。

### 消息封锁
学生将在现场拍摄到的视频和照片通过手机上传至优酷、土豆网等视频网站和社交网站，但其很快被网站管理员删除。由于此次收购是由宜昌市教育局操控和主导，属于政府行为，所以当地的媒体被禁止报道此次学生抗议示威事件。在示威当天，据学生讲述，已经有少量媒体记者闻讯赶来，但记者被学校保安拦住，不允许其进校采访。但有个别教师在校门口接受了媒体记者的采访。

### 传闻
据互联网之流传，宜昌市教育局因此事件而擅自开除了该校的两名教师。

### 后续及处理结果
此次负面事件发生后，宜昌市教育局终于妥协，并承诺未来数年内，保持该校的公立之性质不变。由于此事件的发生，很多参加完中考的学生的家长开始怀疑、不信任该校。这导致了该校在2011年高中部秋季招生时，面临短缺生源的窘况。